# Máthé Jakab
Máthé Jakab (névváltozat: Máté Jakab, Csíkkozmás, 1926. november 14. – Budapest, 2001. december 5.) erdélyi magyar nyelvész.

## Életútja
Középiskolai tanulmányait a háború és hadifogság okozta megszakításokkal a csíkszeredai Római Katolikus Főgimnáziumban végezte (1948), a Bolyai Tudományegyetemen orosz nyelv és irodalom szakos tanári oklevelet szerzett (1952). Pályáját szakiskolai tanárként Kolozsvárt kezdte, 1953-tól tanársegéd a Bolyai, 1959-től a Babeș–Bolyai Tudományegyetem Szláv Filológiai Tanszékén, 1970-től adjunktus. 1977-ben Budapestre költözött, s az MTA Nyelvtudományi Intézetének tudományos munkatársa lett, 1978-tól pedig 1995. év végi nyugdíjaztatásáig a budapesti Közgazdaságtudományi Egyetem Orosz Tanszékén adjunktusi, 1981-től docensi, 1984–90 közt tanszékvezetői beosztásban működött, közben 1978-tól haláláig az Eötvös Loránd Tudományegyetem Alkalmazott Nyelvészeti tanszékének vendégtanáraként működött (jórészt díjazás nélkül) docensi beosztásban, nyelvtudomány-történetet tanított.

## Munkássága
Szakjellegű közleményei a NyIrK, a kolozsvári Cercetări de Lingvistică, a bukaresti Cahiers de Linguistique Théoretique et Appliquée és Revue Roumaine de Linguistique, valamint a Computational Linguistics (Budapest) és Slavica (Debrecen) hasábjain jelentek meg. Az Anyanyelvünk művelése című gyűjteményes kötetben (1975) a modern nyelvészet alapelveiről írott tanulmányával szerepel. Állandó szerzőtársával, Paul Schveigerrel közösen foglalták össze nyelvészet és matematika korszerű kapcsolatait. Már Budapesten rendezte sajtó alá Solomon Marcus (1925): A nyelvi szépség matematikája című tanulmánykötetét.
Nyelvészeti munkássága a hagyományos leíró nyelvtantól a nyelvelméletig és a nyelvtörténetig ível. Az 1960-as években a gépi fordítás, algebrai nyelvészet kérdéseivel foglalkozott, majd a generatív-transzformációs grammatika vitatott problémáihoz szólt hozzá. Jelentős nyelvtudomány-történeti munkássága is.

## Kötetei (válogatás)
- Az orosz nyelv kézikönyve. Hangtan és Alaktan (szerzői közösségben a főiskolai oktatás számára, 1956)
- Nyelvészet és matematika (Paul Schveigerrel közösen, Antenna, Kolozsvár, 1977)
- Orosz nyelvkönyv (szerk. Gorogyilova Galina Georgijevnával, Budapest, 1981)
- A 19. századi nyelvtudomány rövid története; Nemzeti Tankönyvkiadó, Bp., 1997 (Elméletek, irányzatok és módszerek)
- A 20. századi nyelvtudomány történetének főbb elméletei és irányzatai (Budapest, 1998)
- A nyelvtudomány (vázlatos) története az ókortól a 19. század elejéig (posztumusz, Budapest, 2003)